# Pistius tikaderi
Pistius tikaderi är en spindelart som beskrevs av Gorti Raghawa Raghava Kumari och Mittal 1999. Pistius tikaderi ingår i släktet Pistius och familjen krabbspindlar. Inga underarter finns listade i Catalogue of Life.